# Seznam predsednikov Kolumbije
Seznam predsednikov Kolumbije.

## RepublikaVelike Kolumbije
| Mandat            | Mandat | Mandat            | Ime                     | Opombe   |                              |
| ----------------- | ------ | ----------------- | ----------------------- | -------- | ---------------------------- |
| 17. december 1819 | do     | 1823              | Simón Bolívar de facto  |          |                              |
| September 1823    | do     | Januar 1830       | Simón Bolívar de jure   |          |                              |
| Januar 1830       | do     | 4. junij 1830     | Domingo Caycedo (v.d.)  |          |                              |
| 4. junij 1830     | do     | 5. september 1830 | Joaquín Mosquera (v.d.) |          | odstranjen z državnim udarom |
| 5. september 1830 | do     | 2. maj 1831       | General Rafael Urdaneta | Vojaštvo | Odstopil                     |

## RepublikaNova Granada
| Mandat       | Mandat | Mandat       | Ime                                       | Opombe                      |
| ------------ | ------ | ------------ | ----------------------------------------- | --------------------------- |
| 2. maj 1831  | do     | Oktober 1832 | Joaquín Mosquera (vodja začasne vlade)    |                             |
| Oktober 1832 | do     | Marec 1837   | Francisco de Paula Santander              |                             |
| Marec 1837   | do     | Maj 1841     | José Ignacio de Márquez                   |                             |
| Maj 1841     | do     | Marec 1844   | Pedro Alcántara Herrán                    |                             |
| Marec 1844   | do     | April 1845   | General Tomás Cipriano de Mosquera (v.d.) |                             |
| April 1845   | do     | Marec 1849   | General Tomás Cipriano de Mosquera        | odstranjen v državnem udaru |
| Marec 1849   | do     | April 1853   | José Hilario López                        |                             |
| April 1853   | do     | April 1855   | General José María Obando                 | odstranjen v državnem udaru |
| April 1855   | do     | April 1857   | Manuel Maria Mallarino                    |                             |
| April 1857   | do     | Maj 1858     | Mariano Ospina Rodríguez                  |                             |

## Granadinska konfederacija
| Mandat        | Mandat | Mandat        | Ime                                | Opombe |
| ------------- | ------ | ------------- | ---------------------------------- | ------ |
| Maj 1858      | do     | Marec 1861    | Mariano Ospina Rodríguez           |        |
| Marec 1861    | do     | November 1862 | Julio Arboleda                     |        |
| November 1862 | do     | February 1863 | General Tomás Cipriano de Mosquera |        |

## The United States of Colombia
| Term          | Term | Term          | Incumbent                          | Notes                       |
| ------------- | ---- | ------------- | ---------------------------------- | --------------------------- |
| February 1863 | do   | June 1863     | Froilán Largarcha (v.d.)           |                             |
| June 1863     | do   | April 1864    | General Tomás Cipriano de Mosquera |                             |
| April 1864    | do   | April 1864    | Juan Agustín Uricoechea (v.d.)     |                             |
| April 1864    | do   | Marec 1866    | Manuel Murillo Toro                |                             |
| Marec 1866    | do   | Marec 1866    | José María Rojas Garrido (v.d.)    |                             |
| Marec 1866    | do   | Maj 1867      | General Tomás Cipriano de Mosquera | odstranjen v državnem udaru |
| Maj 1867      | do   | April 1868    | General Santos Acosta              |                             |
| April 1868    | do   | April 1870    | General Santiago Gutiérrez         |                             |
| April 1870    | do   | April 1872    | General Eustorgio Salgar           |                             |
| April 1872    | do   | April 1874    | Manuel Murillo Toro                |                             |
| April 1874    | do   | April 1876    | Santiago Pérez                     |                             |
| April 1876    | do   | April 1878    | Aquileo Parra                      |                             |
| April 1878    | do   | April 1880    | Julián Trujillo                    |                             |
| April 1880    | do   | April 1882    | General Rafael Núñez               |                             |
| April 1882    | do   | December 1882 | Francisco Javier Zaldúa            | Umrl med mandatom           |
| December 1882 | do   | April 1883    | Climacho Calderón (v.d.)           |                             |
| April 1883    | do   | April 1884    | José Eusebio Otálora               |                             |
| April 1884    | do   | Avgust 1884   | Ezequiel Hurtado (v.d.)            |                             |

## Republika Kolumbija
| Mandat            | Mandat | Mandat                                   | Ime                                                              | Stranka                                    | Opombe                                                         |
| ----------------- | ------ | ---------------------------------------- | ---------------------------------------------------------------- | ------------------------------------------ | -------------------------------------------------------------- |
| Avgust 1884       | do     | 1886                                     | General Rafael Núñez                                             |                                            | odstranjen v državnem udaru (ime države spremenjeno leta 1885) |
| 1886              | do     | 1887                                     | José María Campo Serrano (v.d.)                                  |                                            |                                                                |
| 1887              | do     | 1887                                     | Eliseo Payán                                                     |                                            |                                                                |
| 1887              | do     | 1888                                     | General Rafael Núñez                                             |                                            |                                                                |
| 1888              | do     | Avgust 1892                              | Carlos Holguín                                                   |                                            |                                                                |
| Avgust 1892       | do     | 14. september 1894                       | General Rafael Núñez (v.d.)                                      |                                            |                                                                |
| September 1894    | do     | 1896                                     | Miguel Antonio Caro                                              |                                            |                                                                |
| 1896              | do     | 1896                                     | Guillermo Quintero Calderón                                      |                                            |                                                                |
| 1896              | do     | Avgust 1898                              | Miguel Antonio Caro                                              |                                            |                                                                |
| Avgust 1898       | do     | Avgust 1898                              | José Manuel Marroquín (v.d.)                                     |                                            |                                                                |
| Avgust 1898       | do     | Julij 1900                               | Manuel Antonio Sanclemente                                       |                                            |                                                                |
| Julij 1900        | do     | Avgust 1904                              | José Manuel Marroquín                                            |                                            |                                                                |
| Avgust 1904       | do     | Julij 1908                               | Prieto Rafael Reyes                                              |                                            |                                                                |
| Julij 1908        | do     | Avgust 1908                              | Euclídes de Angulo                                               |                                            |                                                                |
| Avgust 1908       | do     | Avgust 1909                              | Prieto Rafael Reyes                                              |                                            | forced to withdraw                                             |
| Avgust 1909       | do     | Julij 1909                               | General Jorge Holguín (v.d.)                                     |                                            |                                                                |
| Avgust 1909       | do     | Avgust 1910                              | Ramón González Valencia                                          |                                            |                                                                |
| August 1910       | do     | Avgust 1914                              | Carlos Eduardo Restrepo                                          |                                            |                                                                |
| August 1914       | do     | Avgust 1918                              | José Vicente Concha                                              |                                            |                                                                |
| August 1918       | do     | November 1921                            | Marco Fidel Suárez                                               |                                            |                                                                |
| 11. november 1921 | do     | Avgust 1922                              | General Jorge Holguín (v.d.)                                     |                                            |                                                                |
| 7. avgust 1922    | do     | Avgust 1926                              | General Pedro Nel Ospina                                         |                                            |                                                                |
| 7. avgust 1926    | do     | Avgust 1930                              | Miguel Abadía Méndez                                             |                                            |                                                                |
| 7. avgust 1930    | do     | Avgust 1934                              | Enrique Olaya Herrera                                            |                                            |                                                                |
| 7. avgust 1934    | do     | Avgust 1938                              | Alfonso López Pumarejo                                           |                                            |                                                                |
| 7. avgust 1938    | do     | Avgust 1942                              | Eduardo Santos                                                   |                                            |                                                                |
| 7. avgust 1942    | do     | Julij 1945                               | Alfonso López Pumarejo                                           |                                            |                                                                |
| Julij 1945        | do     | 7. avgust 1945                           | Alberto Lleras Camargo (v.d.)                                    | Liberalna stranka                          |                                                                |
| 7. avgust 1945    | do     | 7. avgust 1946                           | Alberto Lleras Camargo                                           | Liberalna stranka                          |                                                                |
| 7. avgust 1946    | do     | 7. avgust 1950                           | Luis Mariano Ospina Pérez                                        | Konzervativna stranka                      |                                                                |
| 7. avgust 1950    | do     | 13. junij 1951                           | Laureano Eleuterio Gómez Castro                                  | Konzervativna stranka                      | odstranjen z državnim udarom                                   |
| 13. junij 1951    | do     | 13. junij 1953                           | Roberto Udarneta Arbeláez                                        | Konzervativna stranka                      |                                                                |
| 13. junij 1953    | do     | 13. junij 1953                           | Laureano Eleuterio Gómez Castro                                  | Konzervativna stranka                      | odstranjen z državnim udarom                                   |
| 13. junij 1953    | do     | 10. maj 1957                             | General Gustavo Rojas Pinilla                                    | Vojaštvo                                   | odstranjen z državnim udarom                                   |
| 10. maj 1957      | do     | 13. februar 1958                         | General Gabriel París Gordillo Predsednik in vodja vojaške hunte |                                            |                                                                |
| 13. februar 1958  | do     | 7. avgust 1958                           | General Gabriel París Gordillo                                   | Pripadniki hunte: enakovredni vodje države |                                                                |
| 13. februar 1958  |        | Brigadir Rafael Navas Pardo              |                                                                  | Pripadniki hunte: enakovredni vodje države |                                                                |
| 13. februar 1958  |        | Generalmajor Deogarcias Fonseca Espinosa |                                                                  | Pripadniki hunte: enakovredni vodje države |                                                                |
| 13. februar 1958  |        | Kontraadmiral Rubén Piedrahíta Arango    |                                                                  | Pripadniki hunte: enakovredni vodje države |                                                                |
| 13. februar 1958  |        | Brigadir Luis Ernesto Ordóñez Castillo   |                                                                  | Pripadniki hunte: enakovredni vodje države |                                                                |
| 7. avgust 1958    | do     | Avgust 1962                              | Alberto Lleras Camargo                                           | Liberalna stranka                          |                                                                |
| 7. avgust 1962    | do     | Avgust 1966                              | Guillermo León Valencia                                          | Konzervativna stranka                      |                                                                |
| 7. avgust 1966    | do     | 7. avgust 1970                           | Carlos Lleras Restrepo                                           | Liberalna stranka                          |                                                                |
| 7. avgust 1970    | do     | 7. avgust 1974                           | Misael Pastrana Borrero                                          | Konzervativna stranka                      |                                                                |
| 7. avgust 1974    | do     | 7. avgust 1978                           | Alfonso López Michelsen                                          | Liberalna stranka                          |                                                                |
| 7. avgust 1978    | do     | 7. avgust 1982                           | Julio César Turbay Ayala                                         | Liberalna stranka                          |                                                                |
| 7. avgust 1982    | do     | 7. avgust 1986                           | Belisario Betancur Cuartas                                       | Konzervativna stranka                      |                                                                |
| 7. avgust 1986    | do     | 7. avgust 1990                           | Virgilo Barco Vargas                                             | Liberalna stranka                          |                                                                |
| 7. avgust 1990    | do     | 7. avgust 1994                           | César Gaviria Trujillo                                           | Liberalna stranka                          |                                                                |
| 7. avgust 1994    | do     | 7. avgust 1998                           | Ernesto Samper Pizano                                            | Liberalna stranka                          |                                                                |
| 7. avgust 1998    | do     | 7. avgust 2002                           | Andrés Pastrana Arango                                           | Konzervativna stranka                      |                                                                |
| 7. avgust 2002    | do     | danes                                    | Álvaro Uribe Vélez                                               | Neodvisen                                  |                                                                |
| 7. avgust 2010    | do     | 7. avgust 2018                           | Juan Manuel Santos                                               | Union Party for the People                 |                                                                |
| 7. avgust 2018    | do     | 7. avgust 2022                           | Iván Duque Márquez                                               | Democratic Centre                          |                                                                |
| 7. avgust 2022    | do     | danes                                    | Gustavo Petro                                                    | Humane Colombia                            |                                                                |